# Аббатство Шёнау
Аббатство Шёнау — бывший цистерцианский монастырь на территории современной общины Шёнау в Оденвальде в федеральной земле Баден-Вюртемберг, основанный в 1142 г. аббатством Эбербах и упразднённый в ходе Реформации в 1558 г. После Маульбронна Шёнау было самым значительным монастырём в Курпфальце, и стало ядром формирования города Шёнау.

## История
Территория южного Оденвальда, где располагался монастырь, находилась в собственности епископства Вормс уже с 1012 г., однако первоначально многие земельные участки были переданы в управление различным мелким дворянским родам в качестве бенефиция. При епископе Бурхарде II, известным также как Бугго (Buggo), эти земли в 1142 г. снова отошли Вормсу, вслед за чем здесь последовало основание монашеской обители, которая уже самим фактом своего наличия должна была заявлять о претензиях вормсских епископов. Цистерцианцы, которые были приглашены для заселения монастыря, получили от Бугго долину Штайнаха и прилегающий к ней с юга участок леса. Первые временные деревянные постройки были около 1200 г. заменены на массивные каменные строения, огороженные со всех сторон защитной стеной.
В середине XII в. аббатство попало под покровительство императора, которого в этой роли сменили рейнские пфальцграфы, превратившие Шёнау в свой «домашний» монастырь, излюбленное место отдыха и место захоронения. Благодаря этой связи Шёнау смог успешно противостоять экономическому спаду в XIV в.
Структура монастырских построек, в целом, соответствовала идеальной схеме цистерцианской обители: главная церковь, имевшая в длину 84 м, была ориентирована на восток; к ней с южной стороны был пристроен прямоугольный в плане клуатр, к которому с запада примыкал жилой дом для конвертитов. Южное крыло клуатра вело к рефекторию, напротив которого располагался зал с фонтаном (колодцем), и кухонному корпусу. С востока к клуатру был пристроен зал капитула, с располагавшимися над ним монашескими кельями; ещё восточнее был выстроен больничный корпус. С 1275 г. в Шёнау существовал гостиный дом (Spital).
В XIII в. в Шёнау было порядка 300 монахов, и монастырь находился на пике своего развития, выступив уже в 1190 г. в качестве основателя монастыря Бебенхаузен. С 1386 г., когда в Гейдельберге был основан Колледж св. Иакова (Studienkolleg St. Jakob), который посещали все студенты-цистерцианцы в южной Германии, аббатам Шёнау был передан контроль над его деятельностью. Кроме прочего, Шёнау одно время административно подчинялись монастыри Рамзен (закрытый ввиду финансовых проблем уже в 1418 г.), Нойбург и Лобенфельд (упразднён в 1560 г.). Благодаря многочисленным актам дарения, владения аббатства простирались как к западу, так и к северу от Хиршхорна, вплоть до Рейна и Франкфурта; также и в городах — Гейдельберге, Шпайере, Вормсе и Франкфурте — монастырю принадлежал ряд домов. Представительство во Франкфурте было продано в XV в, и взамен приобретено пробство Визенбах.
В ходе Реформации аббатство Шёнау было секуляризировано курфюрстом Оттгенрихом в 1558 г., а вся его собственность передана в управление и по сей день существующего специального фонда (нем. Evangelische Stiftung Pflege Schönau). Часть земельных наделов была распределена между государственными крестьянами, и в 1562 г. сюда были приглашены бежавшие из Испанских Нидерландов кальвинисты, составившие основное население образовавшегося к 1600 г. города Шёнау. Однако именно это заселение привело к весьма быстрой перестройке и сносу большей части монастырских построек, так что на сегодняшний день сохранилась лишь малая его часть, в первую очередь, бывший рефекториум, приспособленный под нужды евангелической церкви.

## Сохранившиеся постройки аббатства
- монастырские ворота (ок. 1200 г.)
- руины монастырской церкви (ок. 1230 г.)
- дом монастырского фогта (нем. Hühnerfautei, ок. 1250 г.) — Музей городской истории
- бывший рефекториум
- так называемый Валлонский дом (нем. Wallonenhaus), в конце 1550-х гг. надстроенная монастырская кузница
- дом аббата с фрагментом старой стены